# Romain Zingle
Romain Zingle est un coureur cycliste belge né le 29 janvier 1987, à Lobbes.

## Biographie
Intégrant l'équipe Groupe Gobert.com lors de la saison 2008, Zingle s'avère rapidement polyvalent, il passe tout près de remporter Liège-Bastogne-Liège espoirs, terminant deuxième de l'épreuve de l'UCI Coupe des Nations U23, derrière son compatriote Jan Bakelants, puis second du Paris-Tours espoirs, battu seulement au sprint par Tony Gallopin. Il participe avec l'équipe de Belgique au championnat du monde espoir à Varèse en Italie et se classe 40e. Il réalise une bonne saison chez les moins de 23 ans l'année suivante. Il participe une deuxième fois au championnat du monde espoir, à Mendrisio en Suisse et prend cette fois la 23e place. Il rejoint l'équipe Cofidis et les rangs professionnels  en 2010. Durant cette saison, il participe à son premier grand tour, le Tour d'Espagne, durant lequel il prend la deuxième place de la dixième étape. En 2011, il participe à son premier Tour de France, qu'il termine à la 152e place.
Zingle prolonge son contrat de deux ans avec Cofidis en juin 2014. En 2015, il subit une myocardite qui l'empêche de pratiquer son sport. Cette maladie l'amène à arrêter sa carrière professionnelle au mois de juillet.

## Palmarès
- 2007
  - Tour de la province de Namur
- 2008
  - 2e de Liège-Bastogne-Liège espoirs
  - 2e du Circuit de Wallonie
  - 2e de Paris-Tours espoirs
- 2009
  - Circuit de Wallonie
  - 2e du Triptyque des Monts et Châteaux
  - 2e du Circuit des Ardennes
  - 2e de Liège-Bastogne-Liège espoirs

## Résultats sur les grands tours

### Tour de France
2 participations
- 2011 : 152e
- 2012 : 90e

### Tour d'Espagne
3 participations
- 2010 : 87e
- 2013 : 91e
- 2014 : 83e

## Classements mondiaux
| Année                  | 2008 | 2009 | 2010 | 2011 | 2012  | 2013 | 2014 |
| ---------------------- | ---- | ---- | ---- | ---- | ----- | ---- | ---- |
| Calendrier mondial UCI |      |      | 179e |      |       |      |      |
| UCI Africa Tour        |      |      |      |      |       | 137e |      |
| UCI Europe Tour        | 303e | 121e | nc   | 524e | 1141e | 491e | 502e |